# Медведев, Игорь Николаевич
Игорь Николаевич Медведев — советский хозяйственный, государственный и политический деятель.

## Биография
Родился в 1914 году в Москве. Член КПСС с 1939 года.
С 1929 года — на хозяйственной, общественной и политической работе. В 1931—1986 гг. — электромонтер-практикант 1-й Московской городской электростанции, электромонтер, техник, старший техник, начальник технической части цеха автозавода им. Сталина, слушатель ВПШ при ЦК ВКП(б), секретарь Барнаульского ГК ВКП(б) по кадрам, третий секретарь барнаульского ГК ВКП(б), ответственный секретарь газеты «Алтайская правда» (г. Барнаул), референт отдела кадров НКВД УК ЦК ВКП(б), ответорганизатор ОМИ ЦК ВКП(б), секретарь Общеславянского комитета в Югославии, заведующий подотделом ОВС ЦК ВКП(б), заведующий подотделом Внешнеполитической комиссии ЦК ВКП(б), заместитель председателя Комитета радиовещания при СМ СССР, заместитель заведующего, заведующий сектором Отдела ЦК по связям с иностранными компартиями, заведующий сектором Отдела ЦК КПСС по связям с коммунистическими рабочими партиями социалистических стран, заместитель генерального директора ТАСС.
Как автор сценария документального фильма «Чехословакия, год испытаний» (1969) производства ЦСДФ был в составе коллектива удостоен Государственной премии СССР в области литературы, искусства и архитектуры 1970 года.
Умер в Москве после 1986 года.